# Scaritinae
Los escaritinos (Scaritinae) son una subfamilia de coleópteros adéfagos perteneciente a la familia Carabidae.  

## Tribus
Se reconocen las siguientes tribus:
- Carenini -
- Clivinini -
- Dalyatini -
- Dyschiriini -
- Pasimachini -
- Promecognathini -
- Salcediini -
- Scaritini -
- †Palaeoaxinidiini

Con los siguientes géneros:
- Acanthoscelis Dejean, 1825
- Afroclivina Kult, 1959
- Afrosyleter Basilewsky, 1959
- Akephorus LeConte, 1851
- Alpiodytes Jeannel, 1957
- Ancus Putzeys, 1866
- Androzelma Dostal, 1993
- Anomophaenus Fauvel, 1882
- Antilliscaris Banninger, 1949
- Ardistomis Putzeys, 1846
- Aspidoglossa Putzeys, 1846
- Baenningeria Reichardt, 1976
- Basilewskyana Kult, 1959
- Bohemaniella Bousquet, 2002
- Brachypelus Putzeys, 1866
- Caledyschirius Bulirsch, 2010
- Cameroniola Baehr, 1999
- Camptidius Putzeys, 1866
- Camptodontus Dejean, 1826
- Carenum Bonelli, 1813
- Catalanodytes Sciaky, 1989
- Climax Putzeys, 1863
- Clivina Latreille, 1802
- Clivinarchus Sloane, 1896
- Clivinopsis Bedel, 1895
- Conopterum Chaudoir, 1868
- Coptolobus Chaudoir, 1857
- Corintascaris Basilewsky, 1952
- Coryza Putzeys, 1866
- Crepidopterus Chaudoir, 1855
- Cribrodyschirius Bruneau de Mire, 1952
- Cryptomma Putzeys, 1846
- Cryptoscaphus Chaudoir, 1855
- Dalmatoreicheia Magrini & Bulirsch, 2005
- Dimorphoreicheia Magrini, Fancello & Leo, 2002
- Dinoscaris Alluaud, 1902
- Distichus Motschulsky, 1858
- Dyscaris Banninger, 1937
- Dyscherinus Jeannel, 1955
- Dyscherus Chaudoir, 1855
- Dyschiriomimus Iablokoff-Khnzorian, 1960
- Dyschirius Bonelli, 1810
- Epilectus Blackburn, 1888
- Euryscaphus MacLeay, 1865
- Forcipator Maindron, 1904
- Geoscaptus Chaudoir, 1855
- Glyptogrus Bates, 1881
- Gnaphon Andrewes, 1920
- Halocoryza Alluaud, 1919
- Haplogaster Chaudoir, 1879
- Haplotrachelus Chaudoir, 1855
- Holoprizus Putzeys, 1866
- Iberodytes Jeannel, 1949
- Italodytes Muller, 1938
- Kearophus Dajoz, 2004
- Kenyoreicheia Bulirsch & Magrini, 2007
- Kultianella Perrau, 1994
- Laccopterum MacLeay, 1887
- Lachenus Putzeys, 1846
- Laoreicheia Balkenohl, 2005
- Leleuporella Basilewsky, 1956
- Lophocoryza Alluaud, 1941
- Macromorphus Chaudoir, 1857
- Madascaris Banninger, 1937
- Mamboicus Bates, 1886
- Mecynoscaris Alluaud, 1930
- Menigius Chaudoir, 1879
- Mesus Chevrolat, 1858
- Monocentrum Chaudoir, 1868
- Mouhotia Castelnau, 1862
- Nannoryctes Baehr, 1999
- Neocarenum Castelnau, 1867
- Neochryopus Banninger, 1931
- Neodyschirius Kult, 1954
- Neoscaphus Sloane, 1888
- Nyctosyles Putzeys, 1866
- Obadius Burmeister, 1875
- Ochyropus Schiodte, 1847
- Orictites Andrewes, 1931
- Orientoreicheia Bulirsch & Hurka, 1994
- Oxydrepanus Putzeys, 1866
- Oxygnathopsis Louwerens, 1953
- Oxygnathus Dejean, 1826
- Oxylobus Chaudoir, 1855
- Pachyodontus Chaudoir, 1879
- Paracoryza Basilewsky, 1952
- Paradyscherus Basilewsky, 1971
- Parareicheia Jeannel, 1957
- Parathlibops Basilewsky, 1958
- Pasimachus Bonelli, 1813
- Passalidius Chaudoir, 1863
- Philoscaphus MacLeay, 1871
- Pilades Heyne, 1895
- Platysphyrus Sloane, 1905
- Prodyscherodes Jeannel, 1955
- Prodyscherus Jeannel, 1946
- Pseudoclivina Kult, 1947
- Psilidius Jeannel, 1957
- Pyramoides Bousquet, 2002
- Reicheadella Reitter, 1913
- Reicheia Saulcy, 1862
- Reicheidius Jeannel, 1957
- Reicheiodes Ganglbauer, 1891
- Rhysocara Sloane, 1916
- Rugiluclivina Balkenohl, 1996
- Salcedia Fairmaire, 1899
- Scapterus Dejean, 1826
- Scaraphites Westwood, 1842
- Scarites Fabricius, 1775
- Schizogenius Putzeys, 1846
- Semiardistomis Kult, 1950
- Semiclivina Kult, 1947
- Setodyschirius Fedorenko, 1996
- Sinesetosa Balkenohl, 1996
- Soesilascarites Makhan, 2010
- Solenogenys Westwood, 1859
- Sparostes Putzeys, 1866
- Spelaeodytes L.Miller, 1863
- Steganomma MacLeay, 1887
- Storthodontus Chaudoir, 1855
- Stratiotes Putzeys, 1846
- Syleter Andrewes, 1941
- Tapinoscaris Jeannel, 1946
- Thliboclivina Kult, 1959
- Thlibops Putzeys, 1866
- Tibioscarites Banninger, 1929
- Tonkinoscaris Banninger, 1956
- Torretassoa Schatzmayr & Koch, 1933
- Trichocarenum Blackburn, 1892
- Trilophidius Jeannel, 1957
- Trilophus Andrewes, 1927
- Typhloreicheia Hohdhaus, 1924
- Typhloscaris Kuntzen, 1914
- Whiteheadiana Perrault, 1994